# AkzoNobel
Akzo Nobel, estilizado como AkzoNobel, (Euronext: AKZA, OTCQX: AKZO) é uma empresa fabricante de tintas e revestimentos holandesa e uma das principais fabricantes de especialidades químicas.

## Cronologia e Evolução

### A Akzo
1929 - A Vereinigte Glanzstoff Fabriken e a Enka se unem para formar a Algemene Kunstzijke Unie (AKU).
1967 - A Associação da Koninklijke Zout-Ketjen com a Koninklijke Zwanenberg Organon deu origem à Koninklijke Zout Organon.
1968 - Com a fusão da Koninklijke Zout Organon com a AKU, surge a Akzo.

### A Nobel Industries
- 1984 - A Nobel Industries foi fundada depois da fusão da KemaNobel (1871) com a Bofors (1646). Depois dessa associação, outras empresas bem conhecidas como Berol, Crown Berger, Eka e Sadolin & Holmblad foram adquiridas.
- 1991 - Houve uma grande reestruturação financeira, e a estatal Securum tornou-se a principal acionista da Companhia.

### Fusão das duas empresas
- 1994 - Akzo Nobel é formada através da aquisição das ações da Nobel pertencentes à Securum, e de uma bem sucedida oferta pelas ações remanescentes.
- 1998 - Akzo Nobel adquire a Courtaulds, multinacional do ramo químico, líder no mercado de revestimentos industriais de alta tecnologia e fibras sintéticas. Fundada em 1816 como uma companhia de tecelagem de seda, a Courtaulds foi a pioneira na indústria mundial de fibras sintéticas, no início do século XX. Suas marcas mais conhecidas são as tintas International, as fibras acrílicas Courtelle e a fibra de celulose Tencel.
- 1999 - Akzo Nobel vende o Grupo Fibras, agora conhecido como Acordis para a CVC Capital Partners e, em novembro, adquire a HRVet, a divisão de produtos veterinários da Hoechst AG. Com essa transação, a Intervet tornou-se uma das líderes internacionais no mercado farmacêutico veterinário.
- 2018 - A divisão química foi alienada sob um novo nome Nouryon

## Propostas de compra pela PPG
Em março de 2017 a AkzoNobel rejeitou uma oferta de compra de aproximadamente 22 bilhões de dólares da empresa PPG Industries.  A proposta foi repetida mais duas vezes, novamente, sem sucesso.

## Referencias
1. 1 2 3  «AkzoNobel Report 2017». AkzoNobel. Consultado em 17 de março de 2018. Cópia arquivada em 17 de março de 2018
2. ↑  «AkzoNobel, dona da Coral, rejeita oferta de US$ 22 bilhões da PPG». Valor Econômico. Consultado em 2 de janeiro de 2021
3. ↑  «Akzo rejeita terceira oferta da PPG para criar gigante das tintas». www.jornaldenegocios.pt. Consultado em 2 de janeiro de 2021